# Фаршированные помидоры
Фаршированные помидоры — традиционная закуска и гарнир из помидоров в различных странах Европы (Балканы, Средиземноморье), Ближнего Востока и Южной Америки.
При фаршировании помидоров внутренняя часть удаляется и плод начиняется фаршем из других продуктов. Для начинки используется сыр, мясо, рис, морепродукты, грибы и овощи. Фаршированные помидоры можно доготавливать, запекая их в духовке, получая таким образом, горячую закуску; или оставить помидоры сырыми с уже готовой к употреблению начинкой, получая холодную закуску. Во втором случае помидоры часто наполняют салатами.

## Вариации

### Во Франции
В Провансе распространён обычай готовить томаты с мясным фаршем, панировочными сухарями и сыром. В Ницце мякоть сначала вырезают, а затем заправляют начинкой из лука, чеснока, баклажан, перца, томатной пасты и майорана.

### В Греции
Гемиста (γεμιστά) — греческое блюдо, состоящее из помидоров и других овощей с мясом или, в их вегетарианской версии, из риса, овощей и томатного соуса. Гемиста обычно подается с гарниром из картофеля.

### В Италии
Фаршированные помидоры — традиционное блюдо для Италии. Их готовят в духовке (реже помещают на гриль или жарят) и фаршируют различными ингредиентами.
В Умбрии и Тоскане их фаршируют смесью из панировочных сухарей, сыра пекорино, оливкового масла, ароматных трав и чеснока и запекают..
В Лацио используют мяту и петрушку. В Риме помидоры наполняют рисом, смешивая его с мякотью помидора, базиликом, чесноком и оливковым маслом. Затем запекают помидоры в духовке с ломтиками картофеля.
На Сицилии и Сардинии помидоры наполняют смесью рикотты, пекорино, панировочных сухарей, яиц, базилика и оливкового масла и готовят в духовке.
В Пьемонте овощи содержат соус из яиц и тёртого сыра.
В Трентино они содержат мясо.
В Калабрии помидоры могут заключать в себе короткие макароны, приправленные маслом и петрушкой.
В Пьемонте и Тоскане также существует обычай употреблять в пищу сырые помидоры, очищенные от кожуры и начинённые нарезанным тунцом, каперсами, чесноком, петрушкой, майонезом, оливковым маслом и солью. В Ланге и Монферрато типичными являются помидоры с зелёным багетом.
В книге «Итальянское искусство кулинарии» кулинарный писатель Альберто Кунье (1850—1916) сообщает рецепт помидоров в стиле Гарибальди с тунцом, яйцами и каперсами.

### На Ближнем Востоке и в пограничных регионах
В Турции, Азербайджане и в странах Ближнего Востока (Иран), принято фаршировать овощи, подают помидоры, приправленные мятой и петрушкой, и фаршированные рисом, бараниной и луком.

### В Южной Америке
Фаршированные помидоры также широко распространены в Южной Америке: в Чили и Аргентине готовят tomates rellenos: томаты с яйцом и майонезом. Яйца можно заменить тунцом или рисом.

### В России
В кулинарной книге (1901) Елены Молоховец рекомендуется начинять зелёные помидоры фаршем из телятины, яиц, сливочного масла, специй и белого хлеба. С распространением помидоров в русской кухне рецепты фаршированных помидоров стали разнообразными и популярными. Их наполняют рыбой, мясом или грибами, сыром, яйцами.
Также маринованные фаршированные овощами помидоры являются вариантом заготовки из помидоров на зиму.
- Помидор, фаршированный артишоками
- Помидоры, фаршированные пармезаном и запечённые
- Помидор долмаси — блюдо азербайджанской кухни
- Фаршированные помидоры
- Помидоры, фаршированные крабом и сладким перцем
- Французские фаршированные овощи: томаты, баклажаны, перцы